# 竜田藩
竜田藩（たつたはん）は、大和国（現在の奈良県生駒郡斑鳩町竜田）に存在した藩。

## 概要

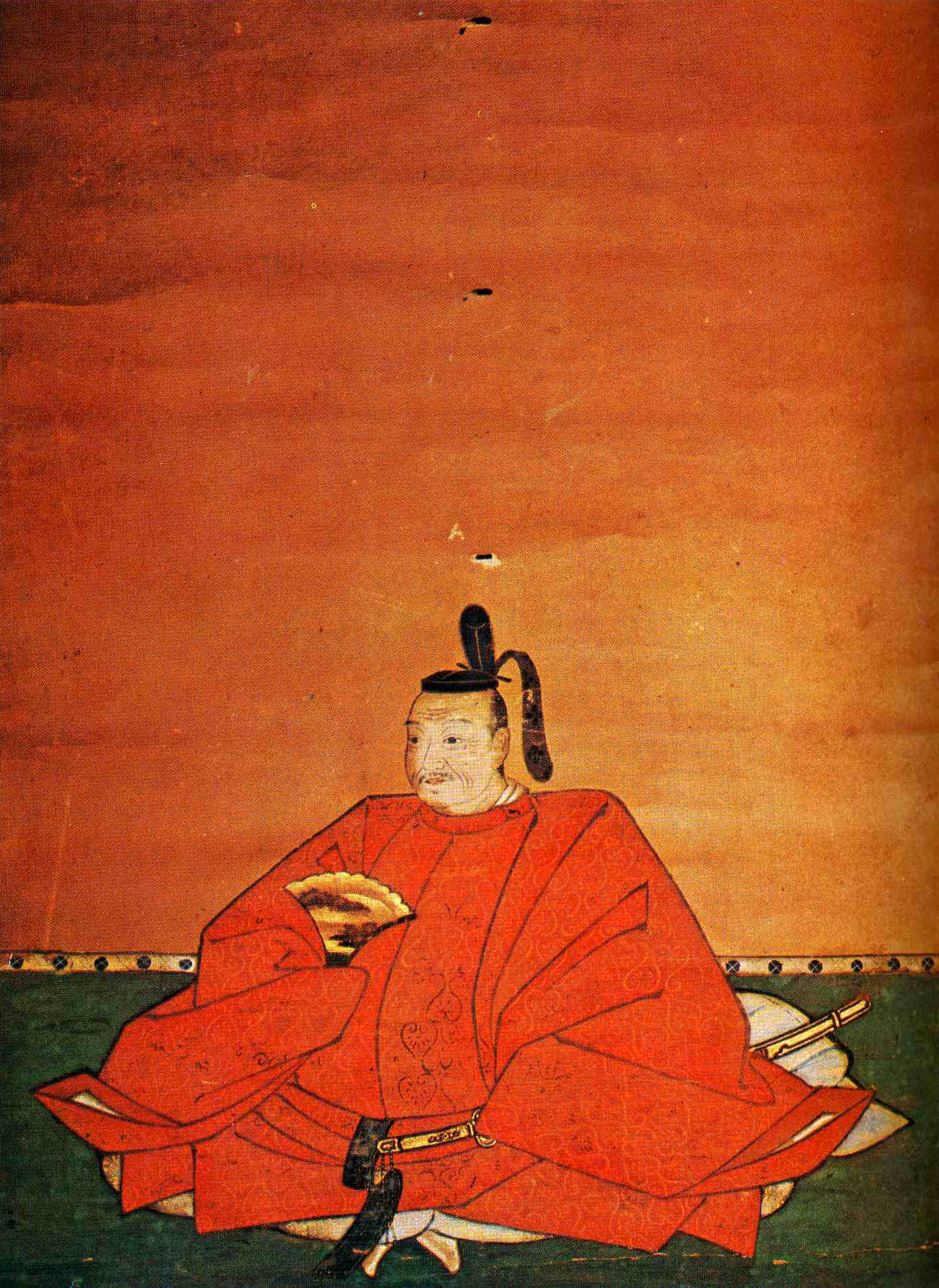
藩祖・片桐且元像

豊臣秀吉の家臣で加藤清正や福島正則らと並んで賤ヶ岳の七本槍の一人として数えられる片桐且元は、武勇だけでなく政治手腕にも秀でていたことから、清正や正則らと違って所領は播磨国内などに1万石ほどしかなかったが、秀吉側近として重用され、羽柴姓を下賜された上、前田利家亡き後は豊臣家の家老として豊臣秀頼の後見人を任されることとなった。関ヶ原の戦いにおいても豊臣家が徳川家康によって取り潰されなかったのは、且元が石田三成ら西軍に対してある程度の距離を置き、家康と裏交渉していたからであるとも言われている。家康は関ヶ原後の慶長6年（1601年）、且元の豊臣家における存在を重要視し、大和国竜田に1万8000石を加増して2万8000石の大名として取り立てた。これが竜田藩の立藩である。
且元はその後、豊臣家と徳川家の関係修復のために尽力する。慶長16年（1611年）の秀頼の上洛、その他の奉行関連の差配などは、全て且元によって執り行われた。豊臣氏が関ヶ原後も15年間にわたって存続することができたのは且元の尽力によるところが大きい。現在では且元が家康の間諜を務めていたなどという説もあるが、且元は慶長19年（1614年）の鐘銘問題においても盛んに駿府の家康のもとに交渉に赴き、戦争回避などを努力していることから、むしろ豊臣家存続に心を砕いた忠臣だったと思われる。しかし、度重なる家康との交渉が淀殿や大野治長らの内通疑惑を招き、且元は豊臣家から離脱するに至った。
ちなみに且元は戦後、4万石に加増されたが、豊臣家滅亡から20日後に死去している。これは病死とも、秀吉への恩義に応えられなかった（且元は家康の大坂攻めに協力する見返りとして、秀頼の助命を嘆願していたらしい）ことを悔いての自殺説もある。且元の死後は子の片桐孝利が継いだ。孝利は藩政の基礎固めなどに専念したが、寛永15年（1638年）8月に38歳で死去した。孝利には嗣子がなく、一時は絶家となりかけたが、且元の功績を考慮して弟の片桐為元が家督を継ぐことで存続を許された。しかしこれにより、所領が4万石から1万石に減らされた。承応3年（1654年）5月に為元は44歳で死去し、跡を子の片桐為次が継いだ。しかし為次は翌年11月、父の後を追うように15歳で死去する。為次には嗣子がなく、竜田藩は廃藩となった。
しかし幕府は且元の大坂の陣における功績を考慮して、為次の弟にあたる片桐且昭を3000石の旗本寄合席として取り立てることで片桐家の名跡を存続させようとした。ところが且昭も嗣子に恵まれずして死去した。このため、且元の弟の片桐貞隆から始まる小泉藩の一族から片桐貞就を養嗣子として迎えて跡を継がせたが、この貞就も元禄7年（1694年）2月に17歳で死去した。貞就も嗣子がなく、且元系統の片桐家は完全に断絶するに至った。

## 歴代藩主
片桐家
外様 1万石→2万8000石→4万石→1万石
1. 且元
2. 孝利
3. 為元
4. 為次

## 旗本寄合席
片桐家
3000石
1. 且昭
2. 貞就